# IC 1679
IC 1679 је спирална галаксија у сазвјежђу Рибе која се налази на листи објеката дубоког неба у Индекс каталогу.
Деклинација објекта је + 33° 29' 34" а ректасцензија 1h 21m 44,5s. Привидна величина (магнитуда) објекта IC 1679 износи 14,8 а фотографска магнитуда 15,7. IC 1679 је још познат и под ознакама MCG 5-4-27, CGCG 502-48, PGC 4944.